# Košarkaški klub Zabok
Il K.K. Zabok è una società cestistica avente sede a Zabok, in Croazia. Fondata nel 1977 con il nome di K.K. Ivo Lola Ribar, un famoso eroe partigiano della seconda guerra mondiale, nel 1981 ha assunto la denominazione attuale. Gioca nel campionato croato di pallacanestro.